# Cesare Caporali
Cesare Caporali (født 20. juni 1531 i Panicale, død 18. december 1601 i Castiglione del Lago) var en italiensk digter. 